# Генріх Шерк
Генріх Фердинанд Шерк (27 жовтня 1798 — 4 жовтня 1885) — німецький математик, відомий своїми роботами щодо мінімальних поверхонь і розподілу простих чисел. Він також відомий як докторський радник Ернста Куммера.